# Kazuki Fujimoto
Kazuki Fujimoto (藤本 一輝?, Fujimoto Kazuki; Fukuoka, 29 luglio 1998) è un calciatore giapponese, attaccante o centrocampista dell'Avispa Fukuoka.

## Caratteristiche tecniche
Di piede destro, gioca prevalentemente come esterno sinistro di centrocampo, anche se può essere schierato in una posizione più avanzata, come quella di ala sinistra. Grazie alla sua duttilità tattica può agire anche come seconda punta oppure come trequartista.

## Statistiche

### Presenze e reti nei club
Statistiche aggiornate all'8 dicembre 2024.
| Stagione            | Squadra             | Campionato          | Campionato | Campionato | Coppe nazionali | Coppe nazionali | Coppe nazionali | Coppe continentali | Coppe continentali | Coppe continentali | Altre coppe | Altre coppe | Altre coppe | Totale | Totale | Totale |
| Stagione            | Squadra             | Comp                | Pres       | Reti       | Comp            | Pres            | Reti            | Comp               | Pres               | Reti               | Comp        | Pres        | Reti        | Pres   | Reti   |        |
| ------------------- | ------------------- | ------------------- | ---------- | ---------- | --------------- | --------------- | --------------- | ------------------ | ------------------ | ------------------ | ----------- | ----------- | ----------- | ------ | ------ | ------ |
| 2019                | NIFS Kanoya         | -                   | -          | -          | CG              | 3               | 1               | -                  | -                  | -                  | -           | -           | -           | 3      | 1      |        |
| 2020                | NIFS Kanoya         | -                   | -          | -          | CG              | 3               | 0               | -                  | -                  | -                  | -           | -           | -           | 3      | 0      |        |
| Totale NIFS Kanoya  | Totale NIFS Kanoya  | Totale NIFS Kanoya  | -          | -          |                 | 6               | 1               |                    | -                  | -                  |             | -           | -           | 6      | 1      |        |
| 2020                | Oita Trinita        | J1                  | 5          | 0          | CdL             | 1               | 0               | -                  | -                  | -                  | -           | -           | -           | 6      | 0      |        |
| 2021                | Oita Trinita        | J1                  | 10         | 0          | CG+CdL          | 4+5             | 1+1             | -                  | -                  | -                  | -           | -           | -           | 19     | 2      |        |
| 2022                | Oita Trinita        | J2                  | 23+1       | 4+0        | CG+CdL          | 1+4             | 0               | -                  | -                  | -                  | -           | -           | -           | 29     | 4      |        |
| 2023                | Oita Trinita        | J2                  | 39         | 6          | CG              | 1               | 0               | -                  | -                  | -                  | -           | -           | -           | 40     | 6      |        |
| Totale Oita Trinita | Totale Oita Trinita | Totale Oita Trinita | 78         | 10         |                 | 16              | 2               |                    | -                  | -                  |             | -           | -           | 94     | 12     |        |
| 2024                | Machida Zelvia      | J1                  | 36         | 3          | CG+CdL          | 1+5             | 0               | -                  | -                  | -                  | -           | -           | -           | 42     | 3      |        |
| 2025                | Avispa Fukuoka      | J1                  | 0          | 0          | CG+CdL          | 0               | 0               | -                  | -                  | -                  | -           | -           | -           | 0      | 0      |        |
| Totale carriera     | Totale carriera     | Totale carriera     | 114        | 13         |                 | 28              | 3               |                    | -                  | -                  |             | -           | -           | 142    | 16     |        |